# Michelangelo Carmeli

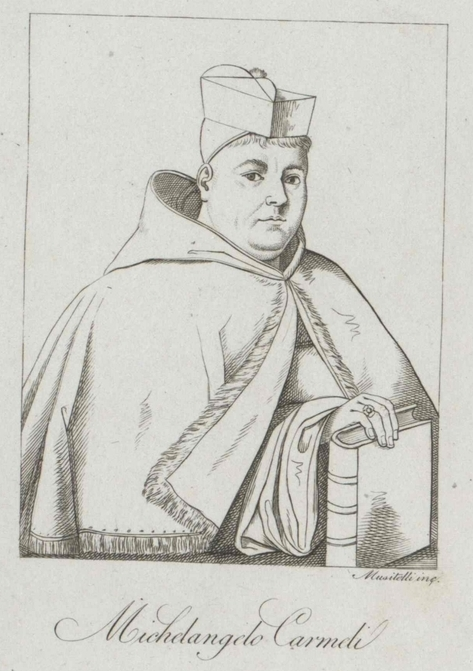
Michelangelo Carmeli

Michelangelo Carmeli OFM (* 27. September 1706 in Cittadella; † 15. Dezember 1766 in Padua) war ein italienischer Franziskaner, Theologe und Philologe.

## Biografie
Carmelis Vorname war ursprünglich Zeno, den er bei Eintritt in das Franziskanerkloster in Motta di Livenza in Michelangelo änderte.
Er studierte Latein und Philosophie in den Ordenskollegien in Verona und in Padua sowie Griechisch und Hebräisch in Rom. Zurück aus Rom, unterrichtete er eine Zeitlang Griechisch in Cento und in Udine, wo er seine Sprachstudien wieder aufnahm. 1739 wurde er Dozent für Theologie in Padua, 1741 Mitglied der Accademia dei Ricovrati in Padua. Er schrieb Gelegenheitsgedichte und Panegyrisches für Angehörige des venezianischen Adels und veröffentlichte eine Anthologie unter dem Titel Filiopoli.
Ab 1744 war er der erste Professor der Universität Padua auf dem neu eingerichteten Lehrstuhl für orientalische Sprachen. Am 2. Mai 1746 wurde er zum Ministro provinciale für die Ordensprovinz San Antonio ernannt. 1750 erschien sein Buch Varj Costumi Sagri e Profani dagli antichi fino a noi pervenuti, ein Überblick über die Geschichte sakraler und profaner Bräuche, Riten und Feste, die er mit kritischer Distanz betrachtet. Sein Interesse an der Kulturgeschichte ist dabei weit gespannt, es richtet sich u. a. auf Maskenbälle, den Handkuss, Osterbräuche, Ferrare agosto, Prozessionen, das Flagellantentum, Beerdigungsriten oder die Kunst des Einbalsamierens.
Ab 1753 begann Carmeli im Konvent San Francesco Grande in Padua auf eigenen Kosten mit dem Aufbau einer Bibliothek, die bei seinem Tod um die 20.000 Bände umfasste. Nach der Aufhebung des Klosters im Jahre 1810 ging ein Teil des Buchbestandes verloren, der Rest wurde 1836 in die Bibliothek der Universität integriert.
Eine seiner letzten Schriften ist die Exegese eines Bibeltexts, das Spiegamento dell’Ecclesiastico sul testo ebreo, ossia la morale dell’uman vivere insegnata da Salomone, erschienen 1765 in Venedig.
Er starb am 15. Dezember 1766 im Kloster San Francesco in Padua und wurde auf dem Friedhof der Franziskaner beigesetzt.

## Übersetzungen
1742 veröffentlichte er in Venedig eine italienische Übersetzung des Miles gloriosus von Plautus in einer Versfassung und mit einem Kommentar in lateinischer Sprache.
1743 bis 1754 erschienen in Padua in der Druckerei des Ordens seine Übersetzungen der Tragödien des Euripides mit Anmerkungen in italienischer und lateinischer Sprache. 1751 kam in Venedig die Komödie Plutos von Aristophanes als Versübersetzung in einer zweisprachigen Ausgabe heraus.